# Alberto Frederico Etges

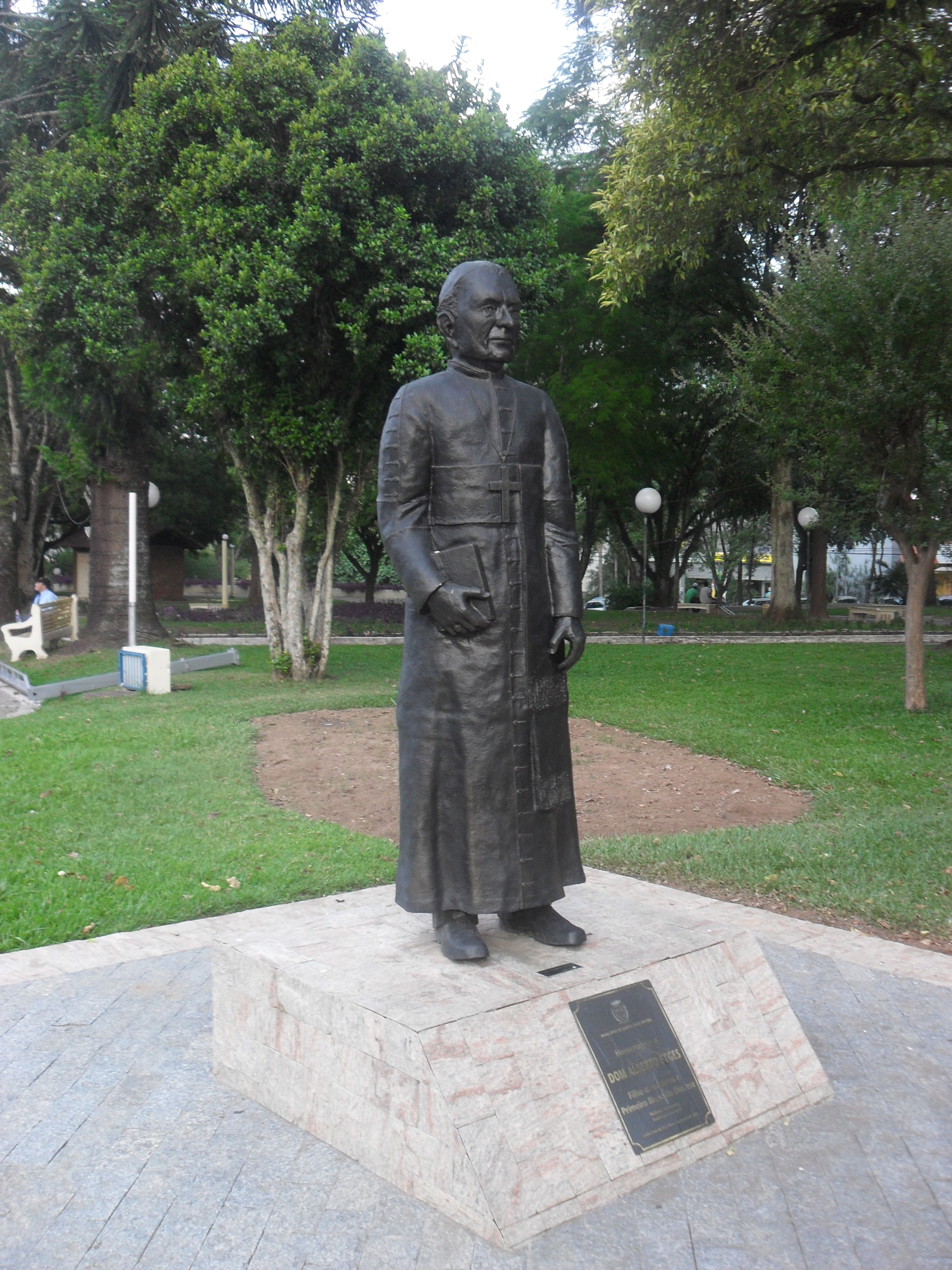
Denkmal auf dem Platz vor der Kathedrale von Santa Cruz do Sul

Alberto Frederico Etges (* 11. Juli 1910 in Santa Cruz do Sul; † 8. Januar 1996) war ein brasilianischer Geistlicher und römisch-katholischer Bischof von Santa Cruz do Sul.

## Leben
Alberto Frederico Etges empfing am 20. April 1935 die Priesterweihe.
Papst Johannes XXIII. ernannte ihn am 1. August 1959 zum ersten Bischof des neuerrichteten Bistums Santa Cruz do Sul. Der Erzbischof von Porto Alegre, Alfredo Vicente Scherer, spendete ihm am 25. Oktober desselben Jahres die Bischofsweihe; Mitkonsekratoren waren Luiz Felipe de Nadal, Bischof von Uruguaiana, und Edmundo Luís Kunz, Weihbischof in Porto Alegre.
Er nahm an allen vier Sitzungsperioden des Zweiten Vatikanischen Konzils als Konzilsvater teil. Am 27. Juni 1986 nahm Papst Johannes Paul II. seinen altersbedingten Rücktritt an.